# ゴンサロ・ボルジェス
ゴンサロ・ボルジェス（Gonçalo Borges, 2001年3月29日 - ）は、ポルトガル・リスボン出身のサッカー選手。FCポルト所属。ポジションはフォワード。

## 経歴
2019年8月11日、リーガプロのSCコヴィリャン戦でFCポルトBデビューを果たした。
2021年12月15日、タッサ・ダ・リーガのリオ・アヴェFC戦でトップチームデビューを果たした。2022年1月16日、ベレネンセスSAD戦でリーグ戦初出場し、8分間プレーした。この出場により、ポルトがリーグ優勝をしたため優勝メダルを獲得した。

## タイトル
FCポルトユース
- UEFAユースリーグ : 2018-19[3]

FCポルト
- プリメイラ・リーガ : 2021-22[4]
- タッサ・デ・ポルトガル : 2022-23
- タッサ・ダ・リーガ : 2022-23
- スーペルタッサ・カンディド・デ・オリベイラ : 2022[5]